# Un home anomenat La Rocca
Un home anomenat La Rocca  (títol original en francès: Un nommé La Rocca) és una pel·lícula franco-italiana dirigida per Jean Becker i estrenada el 1961. Ha estat doblada al català.

## Argument
Roberto La Rocca, amb un passat tèrbol, s'ha retirat dels «negocis» en el camp. Un dia, un informador li comunica que el seu amic Xavier Adé ha estat injustament empresonat per a homicidi. Per tal d'ajudar el seu amic, La Rocca contacta a Marsella Villanova, l'exsoci de Xavier que sospita d'aquesta maquinació. Quan s'enfronten, La Rocca l'abat i, de cop, torna al passat. Continua no obstant això el seu objectiu posant-se en contacte amb Geneviève, la germana de Xavier. En una extorsió, és ferit i és capturat. Troba Xavier a la presó. Se'ls proposa anticipar la seva sortida de la presó si accepten participar en la desactivació de mines marítimes que han quedat entrampades des de la Segona Guerra Mundial. En una d'aquestes perilloses operacions, Xavier perd un braç volent protegir La Rocca. Aquest acte heroic els val de ser immediatament alliberats. Per al futur, Xavier i Geneviève desitgen associar-se amb La Rocca comprant junts una gran propietat. Sense informar-ne La Rocca, Xavier aprofita la invalidesa de Nevada, un ric truà, per arrabassar-li els diners necessaris. Mentre Xavier ha marxat a signar la compra, els guardaespatlles de Nevada irrompen al seu domicili on troben La Rocca i Geneviève. Durant la batussa que té lloc a continuació, Geneviève és mortalment ferida interposant-se davant el revòlver que apuntava a La Rocca. Aquest trenca definitivament la seva amistat amb Xavier fent-lo responsable de la mort de Geneviève.

## Crítica
- Patrick Raynal:[3]

| « | El passatge on es veuen els condemnats obligats a netejar un camp de mines alemany, a canvi d'una rebaixa de pena o d'una gràcia més o menys il·lusòria, és un tros d'antologia tant al llibre com a la pel·lícula, d'altra banda, que va rodar Jean Becker el 1961. Les històries de Giovanni són tan simples, es podria fins i tot dir tan simplistes, que passar-les amb èxit a la imatge exigeix tant pudor i retenció com el que l'escriptor ha posat en escriure-les. Plenes de valors morals una mica passats de moda i de vegades grandiloqüents, només s'aguanten per l'emoció i el verdader sentit de la tragèdia que vehiculen. Servit per un Jean-Paul Belmondo sobri i elegant, encara transfigurat pel seu pas per Jean-Luc Godard i un Pierre Vaneck que mai no ha estat tan convincent, Un home anomenat La Rocca se'n surt perfectament d'aquesta juguesca i manté del tot el seu rang en la llarga llista de les bones pel·lícules negres franceses dels anys 1960. Destacar que José Giovanni no va quedar del tot convençut per la pel·lícula de Jean Becker ja que el 1972 en va rodar un remake. | » |

## Repartiment
- Jean-Paul Belmondo: Roberto La Rocca, l'amic de Xavier
- Christine Kaufmann: Geneviève Adé, la germana de Xavier
- Pierre Vaneck: Xavier Adé
- Béatrice Altariba: Maud, una amant de Villanova
- Henri Virlogeux: Ficelle, un guardaespatlles de Villanova
- Mario David: Charlot l'elegant, un guardaespatlles de Villanova
- Pedro Serano: Migli
- Charles Moulin: Cipriano
- Jean-Pierre Darras: Nevada
- Claude Piéplu: El director de la presó
- Michel Constantin: el cap dels americans
- Frédéric Lambre: Fanfan
- Claude Jaeger: Fernand
- Edmond Beauchamp: l'advocat de Xavier
- Nico: Villanova
- Pierre Mirat: l'amo del « club »
- Dominique Zardi: el presoner desactivador de mines
- Pierre Durou: un presoner
- Maurice Auzel: un presoner